# Caffè dalgona
Il caffè dalgona è una bevanda ottenuta montando parti uguali di caffè istantaneo in polvere, zucchero e acqua calda fino a renderla cremosa e poi aggiungendola al latte freddo o caldo. A volte viene guarnito con polvere di caffè, cacao, biscotti sbriciolati o miele. È diventato popolare sui social media durante la pandemia COVID-19, quando le persone che si astenevano dall'uscire hanno iniziato a fare video di crema di caffè montata a mano, senza usare miscelatori elettrici. Il nome deriva da dalgona, una tipica caramella coreana fatta di zucchero e bicarbonato di sodio, per via della somiglianza nel gusto e nell'aspetto, sebbene la maggior parte del caffè dalgona in realtà non contenga dalgona.

## Storia
Il trend virale di ricette e foto del caffè DIY (fai da te) ha inizialmente guadagnato visibilità durante il distanziamento sociale in Corea del Sud, e per questo motivo il caffè dalgona è soprannominato "bevanda da quarantena" o "caffè da quarantena". La coniazione del nome è attribuita all'attore sudcoreano Jung Il-woo, che ordinò un cappuccino al contrario in un ristorante a Macao durante la sua apparizione nello show di KBS2 Stars' Top Recipe at Fun-Staurant. Ha paragonato il gusto a quello del dalgona, un dolce al caramello tipico coreano. La bevanda in sé è attribuita a Leong Kam Hon, un ex carpentiere navale macanese che aprì una caffetteria su Coloane dopo un incidente al braccio sinistro: secondo Leong, egli lo inventò per una coppia di turisti nel 1997 e se ne dimenticò fino al 2004, quando lo servì come specialità a Chow Yun-fat e al suo entourage nel suo locale; grazie agli elogi di Chow, la bevanda ottenne una prima ondata di attenzione internazionale.
Sotto l'hashtag #dalgonacoffeechallenge, le versioni fatte in casa del caffè dalgona hanno iniziato a diffondersi sui canali YouTube sudcoreani prima di diventare virali su TikTok. Il picco di interesse durante il periodo di quarantena è stato attribuito agli effetti calmanti, tipici anche dei video ASMR, della visione di video fai-da-te online. Sebbene la bevanda sia stata resa popolare come una versione fatta in casa del cappuccino al contrario, venna proposta su molti menù nelle caffetterie della Corea del Sud e degli Stati Uniti.
La bevanda è ispirata al caffè indiano conosciuto come phenti hui caffè, detto anche phitti hui caffè o cappuccino al contrario. L'unica differenza è che quando si prepara il caffè phenti hui, il latte viene versato sopra la miscela montata invece che il contrario, quindi latte sotto e miscela montata sopra.
Mentre la maggior parte dei caffè dalgona in realtà non contiene dalgona, un caffè sudcoreano combina dalgona con tè al latte o caffè. Non è possibile fare il caffè dalgona utilizzando i chicchi di caffè macinato; il caffè istantaneo crea una schiuma densa e cremosa grazie proprio al processo di essiccazione subita.